# Orjol
Orjol (Russisch: Орёл, volgens de Franse transliteratie ook wel Orel) is een stad in het zuidwesten van Europees-Rusland en heeft ruim 300.000 inwoners (2013). Het is de hoofdplaats van de gelijknamige oblast (provincie) Orjol. De stad is gelegen aan de rivier de Oka, 360 kilometer ten zuiden van Moskou en 175 kilometer ten noordoosten van de grens met Oekraïne. De omgeving van Orjol is door de vruchtbare zwarte aarde zeer geschikt voor landbouw.
De naam van de stad betekent "adelaar", een vogel die ook in het wapen van Orjol te vinden is.

## Geschiedenis
Archeologische vondsten bewijzen dat er zich al in de 12e eeuw een fort van het vorstendom Tsjernigov bevond bij de samenvloeiing van de Oka en de Orlik; vermeldingen van de vesting in documenten uit die periode ontbreken echter. In de 13e eeuw werd het fort onderdeel van het vorstendom Karatsjev. Het grootvorstendom Litouwen veroverde het gebied waar nu Orjol ligt in het begin van de 15e eeuw; kort daarna raakte de stad ontvolkt, vanwege ofwel Litouwse, ofwel Tataarse aanvallen. In de 16e eeuw kwam het gebied in handen van het grootvorstendom Moskou.
Ivan de Verschrikkelijke beval in 1566 de bouw van een nieuw fort ter bescherming van de zuidgrens van het Moskouse vorstendom. De bouwwerkzaamheden verliepen vlot - het fort was gereed in de lente van 1567 - omdat de ruïne van de oude vesting als fundament gebruikt werd. De gekozen locatie was echter strategisch gezien verre van ideaal, daar het fort zich in een periodiek overstromend laagland bevond en daardoor makkelijk vanaf het nabije hoger gelegen land aangevallen kon worden.
Tijdens de Tijd der Troebelen passeerden achtereenvolgens de legers van de eerste valse Dimitri (1605) en Ivan Bolotnikov (1606) Orjol; in de winter van 1607-1608 sloeg de tweede valse Dimitri zijn kamp op in de stad. Poolse interventietroepen verwoestten Orjol in 1611 en 1615. Na de laatste Poolse aanval trok de bevolking van Orjol naar Mtsensk.
In 1636 werd Orjol herbouwd op zijn oude locatie. Plannen om het fort te verplaatsen naar de gunstigere hoge gronden bestonden tot de jaren 1670, maar werden nooit uitgevoerd. Vanwege de groei van het Russische Rijk verloor de veste door de jaren haar betekenis totdat het fort aan het begin van de 18e eeuw werd ontmanteld.
Orjol groeide in de 17e en 18e eeuw uit tot een centrum van graanproductie en -handel. De Oka fungeerde als belangrijkste transportader totdat de stad in de jaren 1860 aangesloten werd op het spoorwegnet.

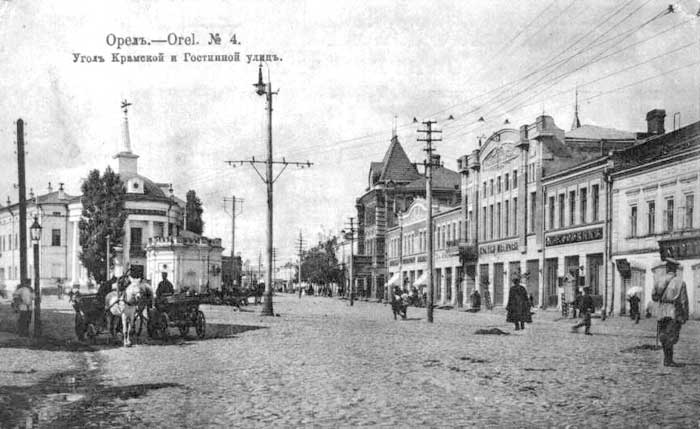
Orjol rond 1900

De bestuurlijke status van de stad veranderde in de 18e eeuw een aantal malen. In 1708 werd het bij het goebernija Kiev gevoegd en in 1719 werd het een zelfstandige provincie, eerst nog binnen het goebernija Kiev, maar vanaf 1727 binnen het nieuw opgerichte goebernija Belgorod; in maart 1778 werd uit delen van de goebernija's Belgorod en Voronezj de namestitsjestvo Orjol gecreëerd.
In 1779 werd de stad vrijwel volledig herbouwd op basis van een nieuw stratenplan; de rivier de Orjol kreeg tegelijkertijd zijn huidige naam Orlik ("kleine adelaar").
Na de Oktoberrevolutie van 1917 viel Orjol vrijwel meteen in handen van de bolsjewieken, maar werd van 13 tot 20 oktober 1919 gedurende één week bezet door het Witte Leger van Anton Denikin.
In de jaren 1920 en 1930 behoorde Orjol wederom achtereenvolgens tot verschillende oblasten, totdat op 27 september 1937 de oblast Orjol werd opgericht, waarvan het de hoofdstad werd. 
Tijdens de Tweede Wereldoorlog was de stad van 3 oktober 1941 tot 5 augustus 1943 bezet door Duitse troepen. Orjol werd bevrijd tijdens de Slag om Koersk en had daarbij onder zeer zware verwoestingen te lijden.
Na de oorlog werd de industrialisatie, die al kort na het ontstaan van de Sovjet-Unie was ingezet, opnieuw opgepakt. In Orjol werd onder andere een staalfabriek opgericht.

## Cultuur
Orjol beschikt over een heemkundig museum, een museum voor beeldende kunst en een schrijversmuseum; daarnaast zijn enkele voormalige huizen van beroemde inwoners van de stad als museum ingericht. Het Academisch Toergenevtheater is het belangrijkste dramatheater van Orjol.
De stad is enige tijd de zusterstad van Leeuwarden geweest en in die tijd is er korfbal geïntroduceerd. Orjol was daarmee de eerste stad in Rusland die deze van oorsprong Nederlandse sport ging spelen.

## Geboren in Orjol
- Ivan Toergenjev (1818-1883), schrijver
- Nikolaj Leskov (1831-1895), schrijver
- Leonid Andrejev (1871-1919), schrijver
- Josef Lhévinne (1874–1944), Russisch-Amerikaans pianist en pianopedagoog
- Vladimir Roesanov (1875–1913), poolonderzoeker en geoloog
- Boris Zajtsev (1881-1972), schrijver
- Michail Bachtin (1895-1975), literatuurwetenschapper en kunsttheoreticus
- Sacha Bourdo (1962), acteur en musicus
- Sergej Kirjakov (1970), voetballer en voetbaltrainer
- Tatjana Levina (1977), atlete
- Filipp Jegorov (1978), bobsleeër
- Denis Mensjov (1978), wielrenner
- Aleksandr Mironov (1984), wielrenner

## Burgemeesters
- 1991—1997: Aleksandr Grigoryevich Kislyakov (Александр Григорьевич Кисляков)
- 1997—2002: Yefim Nikolayevich Velkovsky (Ефим Николаевич Вельковский)
- 2002—2006: Vasily Ignatyevich Uvarov (Василий Игнатьевич Уваров)
- 2006—nu: Aleksandr Aleksandrovich Kasyanov (Александр Александрович Касьянов)

## Partnersteden
- Nokia in Finland (sinds 1967)
- Razgrad in Bulgarije (sinds 1968)
- Offenbach am Main in  Duitsland (sinds 1988)
- Leeuwarden in Nederland  (sinds 2000)